# Slow down (Douwe Bob)
Slow down is een single van Douwe Bob. Het was de Nederlandse afvaardiging voor het Eurovisiesongfestival 2016, gehouden in Stockholm, Zweden. Het lied is geschreven door Douwe Bob Posthuma (officiële naam van Douwe Bob), Matthijs van Duijvenbode, Jeroen Overman, Jan Peter Hoekstra, tevens de begeleidende muziekgroep vormend.

## Eurovisiesongfestival
Douwe Bob had de ruwe versie klaar in september 2015 toen hij werd uitverkozen deel te nemen aan het Eurovisiesongfestival. Na die tijd werd er nog gesleuteld aan het lied, dat op 4 maart 2016 aan het publiek werd geopenbaard. Het lied gaat over onthaasting in het drukke moderne leven. Douwe Bob hield de publicatie in beperkte kring; een omgebouwde garage in de Amsterdamse Govert Flinckstraat was plaats van handeling. De bijbehorende videoclip werd opgenomen nabij de Ceintuurbaan in Amsterdam, waaraan Douwe Bob woont.
Het lied werd overwegend positief ontvangen. Volgens de Volkskrant klinkt Slow down als de betere popmuziek van nu en is een finaleplaats haalbaar. Trouw stelt dat de sfeer van het nummer goed is en dat het melodietje blijft hangen maar dat een euforische stemming afwezig blijft. Het AD spreekt van "een solide fundament om mee verder te werken." De krant noemt Slow down geen grensverleggend of anderszins opzienbarend nummer, maar wel een die prettig in het gehoor ligt en warm is georkestreerd. Net als de Volkskrant denkt het AD dat een finaleplaats haalbaar is.
Het lied haalde uiteindelijk de finale na een 5e plaats in de halve finale. In de finale eindigde het op de 11e plaats.

## Tracklijst
| Nr. | Titel     | Duur |
| --- | --------- | ---- |
| 1.  | Slow Down | 2:45 |

## Hitnoteringen

### Nederlandse Top 40
| Hitnotering (Week 1 t/m 6): 19-03-2016 t/m 23-04-2016 Hitnotering (Week 7 t/m 10): 21-05-2016 t/m 10-06-2016 | Hitnotering (Week 1 t/m 6): 19-03-2016 t/m 23-04-2016 Hitnotering (Week 7 t/m 10): 21-05-2016 t/m 10-06-2016 | Hitnotering (Week 1 t/m 6): 19-03-2016 t/m 23-04-2016 Hitnotering (Week 7 t/m 10): 21-05-2016 t/m 10-06-2016 | Hitnotering (Week 1 t/m 6): 19-03-2016 t/m 23-04-2016 Hitnotering (Week 7 t/m 10): 21-05-2016 t/m 10-06-2016 | Hitnotering (Week 1 t/m 6): 19-03-2016 t/m 23-04-2016 Hitnotering (Week 7 t/m 10): 21-05-2016 t/m 10-06-2016 | Hitnotering (Week 1 t/m 6): 19-03-2016 t/m 23-04-2016 Hitnotering (Week 7 t/m 10): 21-05-2016 t/m 10-06-2016 | Hitnotering (Week 1 t/m 6): 19-03-2016 t/m 23-04-2016 Hitnotering (Week 7 t/m 10): 21-05-2016 t/m 10-06-2016 | Hitnotering (Week 1 t/m 6): 19-03-2016 t/m 23-04-2016 Hitnotering (Week 7 t/m 10): 21-05-2016 t/m 10-06-2016 | Hitnotering (Week 1 t/m 6): 19-03-2016 t/m 23-04-2016 Hitnotering (Week 7 t/m 10): 21-05-2016 t/m 10-06-2016 | Hitnotering (Week 1 t/m 6): 19-03-2016 t/m 23-04-2016 Hitnotering (Week 7 t/m 10): 21-05-2016 t/m 10-06-2016 | Hitnotering (Week 1 t/m 6): 19-03-2016 t/m 23-04-2016 Hitnotering (Week 7 t/m 10): 21-05-2016 t/m 10-06-2016 | Hitnotering (Week 1 t/m 6): 19-03-2016 t/m 23-04-2016 Hitnotering (Week 7 t/m 10): 21-05-2016 t/m 10-06-2016 | Hitnotering (Week 1 t/m 6): 19-03-2016 t/m 23-04-2016 Hitnotering (Week 7 t/m 10): 21-05-2016 t/m 10-06-2016 |
| Week: | 1 | 2 | 3 | 4 | 5 | 6 | | 7 | 8 | 9 | 10 | |
| --- | --- | --- | --- | --- | --- | --- | --- | --- | --- | --- | --- | --- |
| Positie: | 26 | 24 | 25 | 27 | 36 | 40 | uit | 27 | 18 | 20 | 36 | uit |

### NederlandseSingle Top 100
| Hitnotering: 12-03-2016 t/m 18-06-2016 | Hitnotering: 12-03-2016 t/m 18-06-2016 | Hitnotering: 12-03-2016 t/m 18-06-2016 | Hitnotering: 12-03-2016 t/m 18-06-2016 | Hitnotering: 12-03-2016 t/m 18-06-2016 | Hitnotering: 12-03-2016 t/m 18-06-2016 | Hitnotering: 12-03-2016 t/m 18-06-2016 | Hitnotering: 12-03-2016 t/m 18-06-2016 | Hitnotering: 12-03-2016 t/m 18-06-2016 | Hitnotering: 12-03-2016 t/m 18-06-2016 | Hitnotering: 12-03-2016 t/m 18-06-2016 | Hitnotering: 12-03-2016 t/m 18-06-2016 | Hitnotering: 12-03-2016 t/m 18-06-2016 | Hitnotering: 12-03-2016 t/m 18-06-2016 | Hitnotering: 12-03-2016 t/m 18-06-2016 | Hitnotering: 12-03-2016 t/m 18-06-2016 | Hitnotering: 12-03-2016 t/m 18-06-2016 |
| Week:                                  | 1                                      | 2                                      | 3                                      | 4                                      | 5                                      | 6                                      | 7                                      | 8                                      | 9                                      | 10                                     | 11                                     | 12                                     | 13                                     | 14                                     | 15                                     |                                        |
| -------------------------------------- | -------------------------------------- | -------------------------------------- | -------------------------------------- | -------------------------------------- | -------------------------------------- | -------------------------------------- | -------------------------------------- | -------------------------------------- | -------------------------------------- | -------------------------------------- | -------------------------------------- | -------------------------------------- | -------------------------------------- | -------------------------------------- | -------------------------------------- | -------------------------------------- |
| Positie:                               | 49                                     | 62                                     | 64                                     | 64                                     | 71                                     | 71                                     | 88                                     | 80                                     | 95                                     | 34                                     | 5                                      | 23                                     | 34                                     | 47                                     | 74                                     | uit                                    |

### NederlandseMega Top 50
| Positie: | 24 | 11 | 24 | 29 | 42 | 37 | 39 | 37 | 40 | 19 | 4 | 16 | 23 | 27 | 47 | 47 | 46 | uit |

### Andere landen
| Land                | piekpositie | aantal weken |
| ------------------- | ----------- | ------------ |
| Oostenrijk          | 65          | 1            |
| Zweden              | 96          | 1            |
| België (Vlaanderen) | tip         | -            |

### NPO Radio 2 Top 2000
| Nummer met noteringen in de NPO Radio 2 Top 2000 | '16  | '17  |
| ------------------------------------------------ | ---- | ---- |
| Slow Down                                        | 1854 | 1837 |

1. ↑  Een vetgedrukt getal geeft de hoogste notering aan.
2. ↑  2016 was het eerste jaar met een notering voor dit nummer.
3. ↑  Deze tabel is bijgewerkt tot en met de laatste editie (2024).

## Releasedata
| Land       | Releasedatum | Formaat        | Label                       |
| ---------- | ------------ | -------------- | --------------------------- |
| Wereldwijd | 5 maart 2016 | Muziekdownload | Universal Music Netherlands |

1956: De vogels van Holland / Voorgoed voorbij · 1957: Net als toen · 1958: Heel de wereld · 1959: 'n Beetje · 1960: Wat een geluk · 1961: Wat een dag · 1962: Katinka · 1963: Een speeldoos · 1964: Jij bent mijn leven · 1965: 't Is genoeg · 1966: Fernando en Filippo · 1967: Ring-dinge-ding · 1968: Morgen · 1969: De troubadour · 1970: Waterman · 1971: Tijd · 1972: Als het om de liefde gaat · 1973: De oude muzikant · 1974: Ik zie een ster · 1975: Ding-a-dong · 1976: The party's over · 1977: De mallemolen · 1978: 't Is O.K. · 1979: Colorado · 1980: Amsterdam · 1981: Het is een wonder · 1982: Jij en ik · 1983: Sing me a song · 1984: Ik hou van jou · 1986: Alles heeft ritme · 1987: Rechtop in de wind · 1988: Shangri-la · 1989: Blijf zoals je bent · 1990: Ik wil alles met je delen · 1992: Wijs me de weg · 1993: Vrede · 1994: Waar is de zon · 1996: De eerste keer · 1997: Niemand heeft nog tijd · 1998: Hemel en aarde · 1999: One good reason · 2000: No goodbyes · 2001: Out on my own · 2003: One more night · 2004: Without you · 2005: My impossible dream · 2006: Amambanda · 2007: On top of the world · 2008: Your heart belongs to me · 2009: Shine · 2010: Ik ben verliefd (sha-la-lie) · 2011: Never alone · 2012: You and me · 2013: Birds · 2014: Calm after the storm · 2015: Walk along · 2016: Slow down · 2017: Lights and shadows · 2018: Outlaw in 'em · 2019: Arcade · 2020: Grow · 2021: Birth of a new age · 2022: De diepte · 2023: Burning daylight · 2024: Europapa